# Okseøerne
Okseøerne (tysk: Ochseninseln) er to småøer på den danske side i Flensborg Fjord. Øerne ligger ud for Sønderhav. Øerne bliver for første gang nævnt i Kong Valdemars Jordebog i år 1231. Øerne blevet dengang brugt som græsgange for kvæg. Efter sagnet opstår øerne ud af ler, som falder ned fra en jættes sko. Indtil den store stormflod i november 1872 levede beboerne af landbrug, fiskeri og skibsbyggeri.
Store Okseø er 8 ha stor og har haft en færgeforbindelse til fastlandet. I dag skal man selv sørge for transport hvis man vil besøge øen. Den eneste beboelses ejendom på øen blev i 2019 nedrevet, og i dag er de eneste bygninger på øen de 4 sheltere samt muldtoilet, der skal bookes ved overnatning. Fra sommeren 2025 vil der på øen være fritgående geder til afgræsning og pleje af arealerne på den høje del af øen. 
Store Okseø ejedes af Bov Kommune, Miljøministeriet og Sønderjyllands Amt frem til 2007, hvor øen blev overtaget af Miljøministeriet. 
Lille Okseø er 4 ha stor og ejes af Københavns Lærerforenings Kolonier. Dronning Margrete 1. døde af pest  på et skib i Flensborg Havn, hvorefter hun ifølge sagnet en kort periode var begravet på Lille Okseø.

Derefter blev hun bragt til Sjælland og genbegravet i Sorø Klosterkirke, for endelig i 1413 som den første kongelige at blive begravet i Roskilde Domkirke.